# Sixty Years a Queen
Sixty Years a Queen er en britisk stumfilm fra 1913 af Bert Haldane.

## Medvirkende
- Blanche Forsythe som Victoria
- Louie Henri
- Fred Paul som Archbishop
- Roy Travers som Albert
- Gilbert Esmond som Duke